# Granger (Wyoming)
Granger é uma cidade  localizada no estado norte-americano de Wyoming, no Condado de Sweetwater.

## Demografia
Segundo o censo norte-americano de 2000, a sua população era de 146 habitantes.
Em 2006, foi estimada uma população de 146, um aumento de 0 (0.0%).

## Geografia
De acordo com o United States Census Bureau tem uma área de
6,4 km², dos quais 6,4 km² cobertos por terra e 0,0 km² cobertos por água. Granger localiza-se a aproximadamente 1945 m acima do nível do mar.

## Localidades na vizinhança
O diagrama seguinte representa as localidades num raio de 68 km ao redor de Granger.